# NGC 6509
NGC 6509 is een balkspiraalstelsel in het sterrenbeeld Slangendrager. Het hemelobject werd op 20 juli 1879 ontdekt door de Franse astronoom Édouard Jean-Marie Stephan.

## Synoniemen
- UGC 11075
- MCG 1-46-2
- ZWG 56.6
- IRAS17569+0617
- PGC 61230